# 梅西拉·多達
梅西拉·多達（1971年2月6日於库克斯出生。她是阿爾巴尼亞民主黨創始黨員。她自2001年起為阿尔巴尼亚议会議員。
梅西拉·多達在地拉那大学就讀經濟學，後於罗马修習哲学。多達在1991年開始其政治生涯，其所參與的學生運動引發了阿爾巴尼亞共產主義政權的垮台。她曾經擔任多個不同的政治職務，也曾經做過記者與電視播報員。她在1991年加入了民主黨在2016年退黨。當時她發布了一份公開信，表明對於她要離開在25年前與其他師生一同創建的黨感到遺憾。
在離開了阿爾巴尼亞民主黨後，她加入了正義、融合與團結黨。此黨專注於處理像是察姆人問題的民族議題。
她屬於國會中保守派的議員，2017年5月她公開反對阿爾巴尼亞的大麻合法以及嫖妓入法。她也遭指控公開歧視LGBT社群。